# Авангард (Покров)
Футбольний клуб «Авангард» — український футбольний клуб з міста Покров Дніпропетровської області. Кольори клубу — зелено-біло-жовті.

## Історія назв
- 1948—1958 — «Металург» (Орджонікідзе)
- 1958—2016 — «Авангард» (Орджонікідзе)
- З 2016 — «Авангард» (Покров)

## Історія клубу
Футбольний клуб «Металург» був створений в Орджонікідзе в 1948 році. З 1958 року команда виступає з нинішньою назвою — «Авангард». З 1954 року команда стала брати участь в обласних змаганнях, де неодноразово ставала чемпіоном та володарем кубку. У 1970 році команда в чемпіонаті УРСР завойовує срібні медалі. Останні досягнення — бронза обласного чемпіонату у 2020/2021 році та вихід у фінал кубку Дніпропетровської області у 2012 році. У 2020 році команда здобула Суперкубок Дніпропетровської області.
Виступає в чемпіонатах і кубках Дніпропетровської області.

## Досягнення
- Чемпіонат УРСР
  - Срібний призер (1): 1970
- Кубок УРСР серед аматорів
  - 1/2 фіналу (2): 1961, 1965
- Чемпіонат Дніпропетровської області
  - Чемпіон (3): 1963, 1969, 1985
  - Срібний призер (9): 1957, 1958, 1960, 1962, 1964, 1965, 1981, 1989, 2005 
  - Бронзовий призер (10): 1959, 1968, 1972, 1983, 1992/93, 2003, 2004, 2012, 2019, 2020/21
- Чемпіонат Дніпропетровської області, 2 група.
  - Чемпіон (2): 1973, 1980
- Кубок Дніпропетровської області
  - Володар (3): 1961, 1965, 2002 
  - Фіналіст (5): 1960, 1964, 1981, 1992, 2012
- Суперкубок Дніпропетровської області
  - Володар (1): 2020
  - Фіналіст (2): 2013, 2021

## Колишні гравці
- Павло Блажаєв (1989—1990)
- Андрій Ільяшов (2013)
- Сергій Кальян (1996, 2006, 2012—2015)
- Олексій Косенко (1992, 2006—2014)
- Сергій Лавриненко (1992)
- Владислав Образцов (2015)
- Вадим Олійник (1992, 2005—2006)
- Віталій Пантілов (2005—2006)
- Євген Пічкур (2002)
- Євген Римшин (1992, 2006—2007, 2012)
- Дмитро Топчієв (2000, 2016—2017)
- Олексій Шубін (2010—2014)